# Jean-Michel Parasiliti di Para
Pour les articles homonymes, voir Para.
Jean-Michel Parasiliti di (ou dit) Para, né Jean Michel le 26 mars 1942 à Aix-en-Provence et mort le 16 décembre 2017 à Marmande, est un cryptarque français, connu comme septième prétendant au trône d'Araucanie et de Patagonie sous le nom d'Antoine IV, succédant à Philippe Boiry (Philippe Ier).

## Biographie

### Famille
Jean-Michel Parasiliti di Para naît (de parents inconnus) Jean Michel le 26 mars 1942 à Aix-en-Provence. Adopté le 29 décembre de cette même année par une famille d'origine sicilienne, établie par la suite à Marseille, il prend alors le patronyme « dit Para »,, (devenu par altération « di Para »).

### Vie privée
Il épouse en 1992 Sheila-Rani Baichoo, (d'origine indo-mauricienne), dont il a deux fils (Florian et Aurélien),.
Son épouse Sheila-Rani deviendra régente du royaume d'Araucanie et de Patagonie après sa mort, du 16 décembre 2017 au 24 mars 2018.

### Carrière
Jean-Michel Parasiliti di Para rejoint le Lot-et-Garonne dans les années 2000, à l'occasion d'une mutation professionnelle au tribunal d'Agen. Il exerce le métier d'éducateur spécialisé.

### Prétendant au trône d'Araucanie et de Patagonie

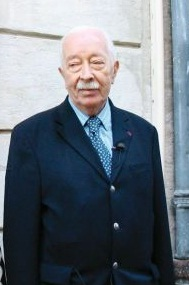
Son prédécesseur Philippe Boiry (1927-2014), roi d'Araucanie et de Patagonie sous le nom d'Philippe Ier.

Philippe Boiry (1927-2014), prétendant au trône d'Araucanie et de Patagonie sous le nom de Philippe Ier, et dont il est un proche, le titre duc de San Pedro de Hueyusco (titre du royaume d'Araucanie et de Patagonie).
À la mort de Philippe Boiry le 5 janvier 2014, et après quelques jours d'une régence assurée par Philippe de Lavalette, le conseil de régence de la maison royale d'Araucanie et de Patagonie élit, le 9 janvier 2014, Jean-Michel Parasiliti di Para comme nouveau prétendant au trône royal d'Araucanie et de Patagonie, sous le nom d'Antoine IV (en espagnol : Antonio IV).
Cependant, un autre candidat est désigné, via un testament, comme le successeur de Philippe Ier, provoquant l'ire de Jean-Michel Parasiliti di Para, candidat désigné par le conseil du royaume, dont il était lui-même le président. En effet, « une poignée d'irréductibles, poussée par Franz Quatreboeuf, notaire, n'a pas voulu accepter ce choix et a désigné Stanislas Parvulesco, un jeune négociant en cigares de 21 ans, sous le titre Stanislas Ier. »,. Mais, la grande majorité des partisans de l'Araucanie s'est rangée derrière Jean-Michel Parasiliti di Para.
Les prétendants au trône d'Araucanie et de Patagonie sont souvent[réf. nécessaire] qualifiés de monarques et souverains de fantaisie,,
,, « n'ayant que des prétentions fantaisistes sur un royaume sans existence légale et ne jouissant d'aucune reconnaissance internationale ».

### Décès
Alors qu'il pratique le cyclisme, Jean-Michel Parasiliti di Para décède le 16 décembre 2017 à Marmande (Lot-et-Garonne). Ses obsèques sont célébrées le 21 décembre 2017, en l'église Notre-Dame de Marmande. Il est ensuite inhumé dans son caveau familial, à Marseille.

### Succession

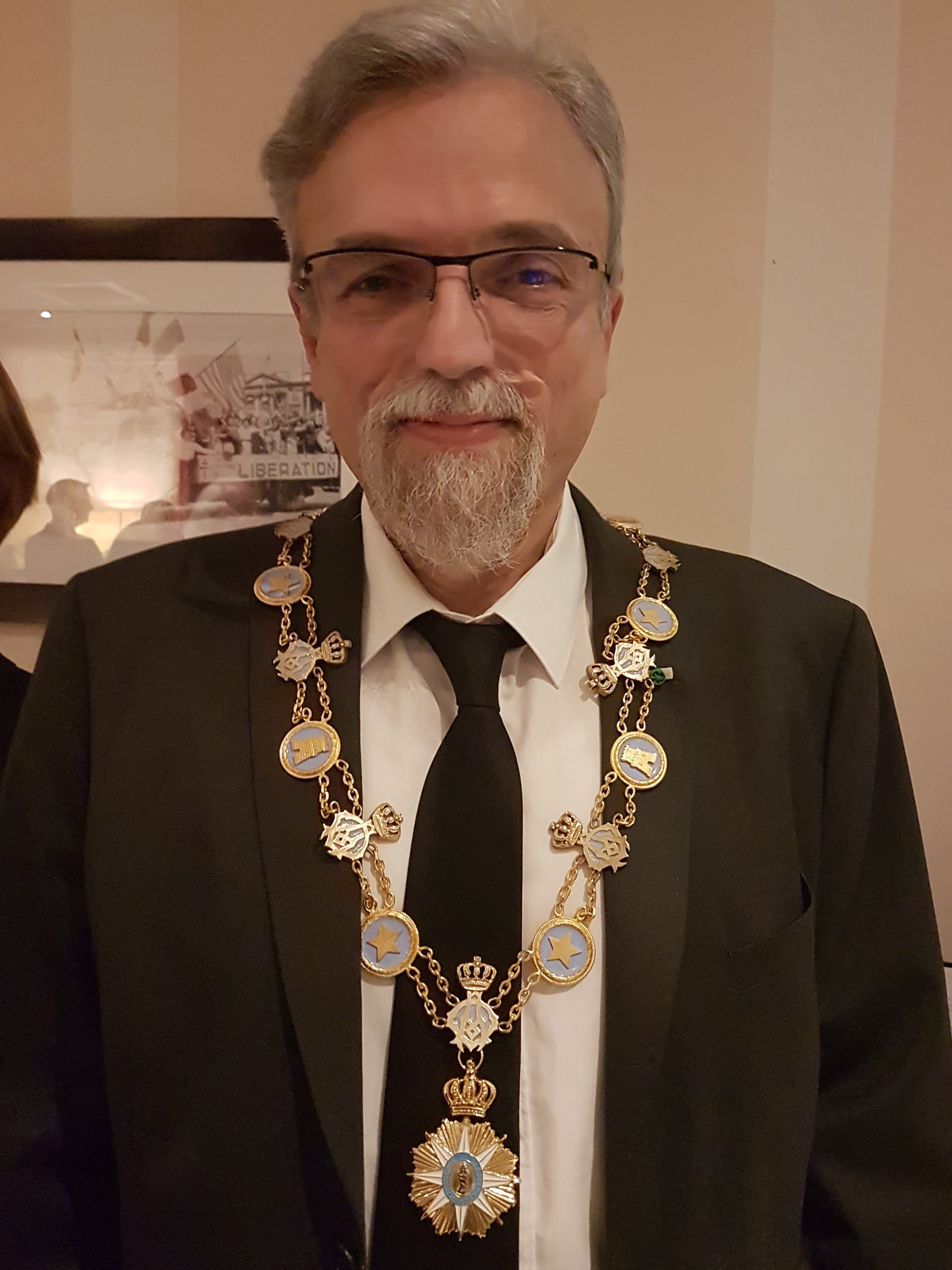
Frédéric Luz (1964), successeur de Jean-Michel Parasiliti di Para sous le nom de Frédéric Ier.

Après la mort de Jean-Michel Parasiliti di Para, une période de régence est assurée par son épouse Sheila Rani, du 16 décembre 2017 au 24 mars 2018, jusqu'à l'élection du successeur par le Conseil de Régence, qui choisit l'héraldiste et essayiste Frédéric Luz (né en 1964), directeur de la revue et des éditions de La Place royale, vice-président de l'association Auspice Stella – Souvenir franco-araucanien, et responsable de la communication au sein du gouvernement en exil du royaume d'Araucanie et de Patagonie. Frédéric Luz succède donc à Jean-Michel Parasiliti di Para le 24 mars 2018, sous le nom de Frédéric Ier.

## Décorations
- Officier de l’ordre national du Mérite (1995)[25]
- Croix du combattant (1986) [26] [réf. à confirmer]
- Croix de l'ordre pro Merito Militensi de l'ordre souverain de Malte (1994)[27][réf. à confirmer]
- Chevalier de l'ordre des Saints-Maurice-et-Lazare (1990)[28][réf. à confirmer]
- Chevalier de l'ordre sacré et militaire constantinien de Saint-Georges (1991)[29][réf. à confirmer]